# Catasetum vinaceum
Catasetum vinaceum är en orkidéart som först beskrevs av Frederico Carlos Hoehne, och fick sitt nu gällande namn av Frederico Carlos Hoehne. Catasetum vinaceum ingår i släktet Catasetum och familjen orkidéer. Inga underarter finns listade i Catalogue of Life.